# Олдер (Монтана)
Олдер (англ. Alder) — переписна місцевість (CDP) в США, в окрузі Медісон штату Монтана. Населення — 86 осіб (2020).

## Географія
Олдер розташований за координатами 45°19′18″ пн. ш. 112°6′33″ зх. д. / 45.32167° пн. ш. 112.10917° зх. д. (45.321590, -112.109216).  За даними Бюро перепису населення США в 2010 році переписна місцевість мала площу 5,20 км², уся площа — суходіл.

## Демографія
Згідно з переписом 2010 року, у переписній місцевості мешкали 103 особи в 59 домогосподарствах у складі 31 родини. Густота населення становила 20 осіб/км².  Було 89 помешкань (17/км²).
Расовий склад населення:
| - 99,0 % — білих - 1,0 % — азіатів |

До двох чи більше рас належало 0,0 %. Частка іспаномовних становила 1,0 % від усіх жителів.
За віковим діапазоном населення розподілялося таким чином: 12,6 % — особи молодші 18 років, 69,0 % — особи у віці 18—64 років, 18,4 % — особи у віці 65 років та старші. Медіана віку мешканця становила 52,5 року. На 100 осіб жіночої статі у переписній місцевості припадало 139,5 чоловіків;  на 100 жінок у віці від 18 років та старших — 143,2 чоловіків також старших 18 років.
Середній дохід на одне домашнє господарство  становив 39 273 долари США (медіана — 30 625), а середній дохід на одну сім'ю — 51 187 доларів (медіана — 62 750). За межею бідності перебувало 8,0 % осіб, у тому числі 11,1 % дітей у віці до 18 років та 19,0 % осіб у віці 65 років та старших.
Цивільне працевлаштоване населення становило 44 особи. Основні галузі зайнятості: мистецтво, розваги та відпочинок — 20,5 %, транспорт — 18,2 %, освіта, охорона здоров'я та соціальна допомога — 18,2 %.